# 臨港消防署 (神奈川県)
臨港消防署（りんこうしょうぼうしょ）は、神奈川県川崎市川崎区にある川崎市消防局の消防署。

## 概要
本署および4出張所がある。

### 所在地
- 神奈川県川崎市川崎区池上新町3丁目1番5号
- アクセス：浜川崎駅

### 出張所
- 浮島出張所
- 千鳥町出張所
- 殿町出張所
- 藤崎出張所

### 配備車両
- ポンプ車：3台（本署：1、藤崎：1、殿町：1）
- はしご車：1台(本署)
- 救急車：3台（本署：1、藤崎：1、殿町：1）
- 化学車：4台（藤崎：1、千鳥町：1。浮島：1）
- 大型化学高所放水車；1台(本署)
- 救助車：1台(本署)
- 指揮隊車：1台(本署)
- 特殊災害対応車：1台(本署)
- 水難対応車：1台(本署)
- 査察車：1台(本署)
- 積載車：1台(本署)
- 高所放水車：1台(千鳥町)